# Apostolepis cearensis
Apostolepis cearensis är en ormart som beskrevs av Gomes 1915. Apostolepis cearensis ingår i släktet Apostolepis och familjen snokar. Inga underarter finns listade i Catalogue of Life.
Arten förekommer i nordöstra Brasilien i delstaten Ceará. Honor lägger ägg.